# Inuus
Dans la mythologie romaine, Inuus est le dieu fécondateur des troupeaux et, par extension, des hommes.
D'origine sabine, il est a rapprocher du dieu Pan Lycaeus et de Faunus. Il était fêté lors des Lupercales en même temps que ceux-ci et est souvent confondu avec eux. On le trouve aussi parfois sous la dénomination de Tutunus ou Mutunus qui le rapprocherait alors de Priape.

## Étymologie
Inuus vient du latin inire qui signifie « pénétrer » dans le sens sexuel du terme.
L'étymologie traditionnelle est cependant contestée par Walter Friedrich Otto qui dérive plutôt Inuus de in-avos, "amical, bénéfique" (du latin aveo, "être avide de, désirer"), pour le pouvoir fructifiant du dieu.

## Évocation moderne
En 1812, le naturaliste Étienne Geoffroy Saint-Hilaire décrit le genre Inuus pour les macaques, par allusion à la mythologie antique. Ce taxon est considéré comme un synonyme plus récent de Macaca, Lacépède, 1799.